# Nimbamassivet

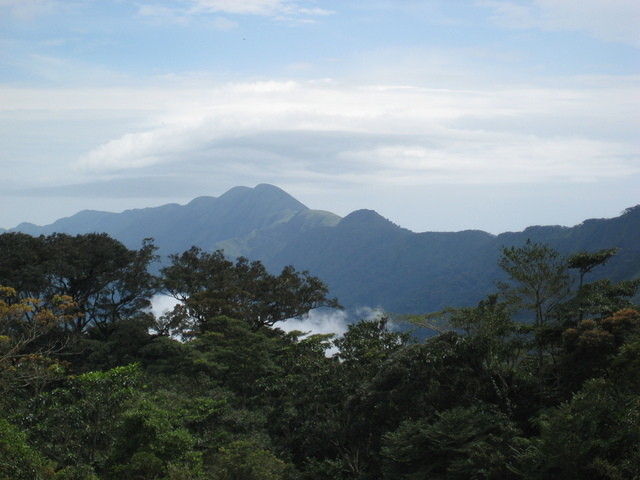
Nimbamassivet syns i bakgrunden.

Nimbamassivet, Nimbabergen, även känt som Mount Nimba är en bergskedja i gränstrakterna mellan Guinea, Liberia och Elfenbenskusten.  Högsta punkt är Mont Nimba på 1 752 m över havet. Bergsområdet ingår i den större regionen Guinea Highlands.
Området har ett mycket rikt växt- och djurliv. Bland annat lever en unik typ av padda i området som ger upphov till levande ungar, en mycket ovanlig egenskap för paddor. I området finns även schimpanser som använder stenar som verktyg. Vid bergens fot och på de lägre höjderna växer täta skogar. Dessa övergår på de högre höjderna till gräsbeklädda bergsängar.
Sedan 1981 är området skyddat som ett av UNESCO:s världsarv genom Mount Nimba Strict Nature Reserve. Guinea och Elfenbenskusten delar på förvaltningen av området som täcker 17 540 hektar.